# White Collar
White Collar és una sèrie de televisió americana creada per Jeff Eastin, i emesa per USA Network. El primer capítol es va emetre el 23 d'octubre de 2009 i l'últim episodi es va emetre 18 de desembre de 2014.

## Argument
Neal Caffrey, un estafador i lladre, és capturat per en Peter Burke, agent del FBi després de tres anys d'investigació. Pocs mesos després d'entrar a preso en Caffrey s'escapa en busqueda de la seva xicota però en Burke l'atrapa. Llavors en Caffrey li proposa un pacte, treballar pel FBI a canvi de sortir de la presó. A partir de llavors en Burke i en Caffrey formaran un equip especialitzat en la captura de criminals de guant blanc.

## Personatges principals
- Matt Bomer és Neal Caffrey:[1] lladre, estafador i falsificador que farà un pacte amb en Peter Burke per ajudar-lo a atrapar delinqüents a canvi de la llibertat condicional.
- Tim DeKay és l'agent especial Peter Burke:[2][3] l'agent que ha liderat la investigació contra en Neal i que fa un pacte amb ell per fer caure a altres delincuents.
- Willie Garson és Mozzie:[4] el millor amic d'en Neal. És un paranoic de la conspiració i recela de les institucions governamentals
- Tiffani Thiessen és Elizabeth Burke: la dona d'en Peter, que treballa com planificadora de festes de gran categoria.
- Marsha Thomason és l'agent especial Diana Berrigan: Forma part de l'equip d'en Peter.
- Sharif Atkins és l'agent especial Clinton Jones: forma part de l'equip d'en Peter i s'encarrega de les vigilàncies.

## Personatges secundaris
- Hilarie Burton és Sara Ellis: treballa com a investigadora d'una companyia d'assegurances que va testificar en contra d'en Neal i creu que ha de tornar a la presó.
- Natalie Morales és l'agent especial Lauren Cruz (Season 1):[5] agent junior que treballa amb l'equip d'en Peter.
- Diahann Carroll és June Ellington: Vídua que després de conèixer la història d'en Neal li lloga el pis de convidats que té a sobre de casa.
- James Rebhorn és l'agent especial Reese Hughes: és el supervisor d'en Peter Burke a l'FBI
- Gloria Votsis és Alexandra Hunter: Lladre i antiga e d'en Neal.
- Alexandra Daddario és Kate Moreau: La xicota desapareguda d'en Neal que sembla treballar per un hombre sospitós.
- Treat Williams as James Bennett/Sam Phelps: Policia retirat que resulta ser el pare d'en Neal.
- Ross McCall és Matthew Keller: Lladre i enemic afèrrim d'en Neal.
- Judith Ivey és Ellen Parker: Companya de feina del pare d'en Neal. Està en el programa de protecció de testimonis.
- Noah Emmerich és l'agent especial Garrett Fowler: Agent desacreditat pel seu abús de poder contra en Neal.
- Beau Bridges és l'agent Kramer: El mentor d'en Peter Burke's durant la seva estada a Quantico.

## Episodis
| Temporada | Temporada | Episodis | Emissió original      | Emissió original       |
| Temporada | Temporada | Episodis | Season Premiere       | Season Finale          |
| --------- | --------- | -------- | --------------------- | ---------------------- |
|           | 1         | 14       | 23 d'octubre de 2009  | 9 de març de 2010      |
|           | 2         | 16       | 13 de juliol de 2010  | 8 de març de 2011      |
|           | 3         | 16       | 7 de juny de 2011     | 28 de febrer de 2012   |
|           | 4         | 16       | 10 de juliol de 2012  | 5 de març de 2013      |
|           | 5         | 13       | 17 d'octubre de 2013  | 30 de gener de 2014    |
|           | 6         | 6        | 6 de novembre de 2014 | 18 de desembre de 2014 |